# Maurice Ward
Maurice Ward fue un inventor inglés conocido por Starlite, un material termoprotector. Fue un peluquero de Yorkshire, Inglaterra. Su demanda de quedarse con la propiedad del 51% de la fórmula de Starlite y la creencia de que esa tecnología valía miles de millones de dólares, impidió el éxito comercial de la invención.

## Biografía
Trabajó como peluquero en la década de 1960, enorgulleciéndose de su trabajo. Una vez dijo en una entrevista, "Lo que L'Oreal y Garnier están haciendo hoy, yo lo hacía hace 50  años. Y ellos aún no lo hacen bien." Era un manitas, y le gustaba inventar cosas en su tiempo libre. Su afición le llevó a comprar una extrusora de ICI a principios de la década de 1980.
Fue esta compra la que le llevó al que se considera su mayor logro: la invención del material de blindaje térmico Starlite. Esta invención fue inspirada por el accidente aéreo de Mánchester de 1985. durante el que 55 personas a bordo murieron en 40 segundos debido a la inhalación de humos tóxicos. Inventó el material después de que ICI pidiera un material para gorros de Citroën. El material que produjo Ward fue un fracaso, siendo granulado y olvidado, hasta que ocurrió el accidente, con el que Ward se inspiró. "Me interesaba porque era un desastre aéreo en tierra, y porque era el humo y la toxicidad la que mató a la gente, no el fuego. Cincuenta personas murieron en 40 segundos. Pensamos que nos gustaría encontrar algo que no ardiera tanto, eso sería útil.", mencionó Ward en una entrevista.
Comenzó a mezclar distintas fórmulas de plásticos no tóxicos y resistentes al calor, a los que se refiere casualmente como "gubbins". Fue muy productivo, mezclando  hasta 20 fórmulas diarias. Finalmente, produjo una fórmula que parecía prometedora, y usó la extrusora que había comprado años antes para hacerlo en hojas. La puso a prueba con un soplete, disipando perfectamente el calor. Este material se conoció como Starlite.
Esta invención ganó mucha publicidad en la década de 1990, después de aparecer en la serie de televisión británica Tomorrow's World, aislando del calor del soplete a un huevo cubierto de Starlite. Después de 5 minutos de contacto directo con la llama, se cortó el huevo, relevando que estaba completamente crudo. El invento funcionó tan bien que el huevo ni siquiera empezó a cocinarse.
Ward repitió la prueba en varios vídeos de Youtube.
Ward murió en mayo del 2011.